# Microporina okadai
Microporina okadai är en mossdjursart som beskrevs av Silén 1941. Microporina okadai ingår i släktet Microporina och familjen Microporidae. Inga underarter finns listade i Catalogue of Life.